# Meurtres à Rome
Pour plus de détails, voir Fiche technique et Distribution.
Meurtres à Rome (titre original : La ragazza di Via Condotti)  est un film italien réalisé par German Lorente et sorti en 1973.

## Synopsis
Sandro trouve son épouse étranglée. Aux pieds du lit il y a une photo représentant, entre autres, une femme. Il pense que cette photo a quelque chose à voir avec le meurtre et il l'apporte à Tiffany, une jeune américaine qui possède un laboratoire photo, afin qu'elle l'agrandisse. On découvre que la femme se nomme Laura. Sandro et Tiffany la retrouveront une nuit dans un night-club. Tiffany aide Sandro dans son enquête. Sandro finit dans les bras de sa collaboratrice Tiffany, puis dans ceux de Laura...

## Fiche technique
- Titre original : La ragazza di Via Condotti
- Titre français : Meurtres à Rome ou Le crime de la Via Condotti ou Un flic obstiné[1]
- Réalisation : German Lorente
- Scénario : Adriano Asti, German Lorente et Miguel de Echarri
- Musique : Enrico Simonetti
- Montage : Giancarlo Cappelli
- Photographie : Mario Capriotti
- Décors : Dino Leonetti et Santiago Ontanon
- Costumes : Mario Giorsi
- Effets spéciaux de maquillage : Lamberto Marini et Franco Schioppa
- Producteurs : Jean-Charles Carlus, Roberto  et Rodolfo Sabbatini
- Compagnies de production : Zafes Films - Midega Film - Mandala Film
- Compagnie de distribution : Cinematografie Internazionali Associate
- Pays d'origine :  Italie -  Espagne -  France
- Langue : italien
- Durée : 97 minutes

## Bande son
- Una ragazza come tante (Augusto Daolio)

## Distribution
- Frederick Stafford : Sandro
- Femi Benussi : Laura
- Claude Jade : Tiffany
- Michel Constantin : Palma
- Alberto de Mendoza : Russo
- Simón Andreu : Mario
- Manuel de Blas : Franco Bertoni
- Patty Shepard : Simone

## Production
C'est le 2e film que Frederick Stafford et Claude Jade tournent ensemble après L'Étau d'Alfred Hitchcock où ils étaient père et fille, tandis que dans ce thriller italien proche du giallo, ils sont amants.